# Расковка (Богучарський район)
Расковка (рос. Расковка) — село у Росії, Богучарському районі Воронізької області. Входить до складу Луговського сільського поселення.
Населення становить 318 осіб (154 чоловічої статі й 164 — жіночої) за переписом 2010 року.

## Історія
За даними 1859 року у казенній слободі Раскова Богучарського повіту Воронізької губернії мешкало 3024 особи (1438 чоловічої статі та 1586 — жіночої), налічувалось 370 дворових господарства, існували православна церква й 2 салотопних заводи.
Станом на 1886 рік у колишній державній слободі Раскова Твердохлібівської волості мешкало 2033 особи, налічувалось 259 дворових господарств, існували православна церква, поштова станція, 2 лавки.
За переписом 1897 року кількість мешканців зменшилась до 1710 осіб (853 чоловічої статі та 857 — жіночої), з яких всі — православної віри.
За даними 1900 року у слободі Расковка мешкало 1661 особа (829 чоловічої статі та 832nbsp;— жіночої) переважно українського населення, налічувалось 267 дворових господарств.

## Населення
| 2000 | 2005 | 2010 |
| ---- | ---- | ---- |
| 331  | ↗347 | ↘318 |